# Eugenia Bernadotte
Eugenia Bernadotte (szw. Charlotta Eugenia Augusta Amalia Albertina; ur. 24 kwietnia 1830 w Sztokholmie, zm. 23 kwietnia 1889 tamże) – księżniczka Szwecji i Norwegii z dynastii Bernadotte, kompozytorka, pisarka, rzeźbiarka, malarka.
Urodziła się jako jedyna córka (czwarte spośród pięciorga dzieci) następcy tronu Szwecji i Norwegii, księcia Södermanland, wicekróla Norwegii Oskara (przyszłego króla Szwecji i Norwegii Oskara I) z jego małżeństwa z księżną (późniejszą królową) Józefiną. W państwach tych panował wówczas jej dziadek Karol XIV Jan. Jej braćmi byli m.in. przyszli królowie Szwecji i Norwegii Karol XV (w Norwegii panował jako Karol IV) i Oskar II.
Zmarła niezamężnie i bezpotomnie.

## Genealogia
| Prapradziadkowie               | Jan Bernadotte (1683–1760) ∞1707 Maria du Pucheu (1686–1773)                                     | Jan Saint Vincent (1692–1762) ∞1719 Maria d'Abbadie de Sireix (1694–1752)                        | Józef Clary (1693–1748) ∞1724 Franciszka Agnes Ammoric (1705–1776)                               | Józef Ignacy Somis (–1750) ∞1739 Katarzyna Róża Soucheiron (1696–1776)                           | Franciszek de Beauharnais (1714–1800) ∞1751 Maria Anna Pyvart de Chastulle (1722–1766)           | Józef Gaspard de Tascher (1735–1790) ∞1761 Maria des Vergers de Sanois (1736–1807)               | Fryderyk Michał Wittelsbach (1724–1767) ∞1746 Maria Franciszka Wittelsbach (1724–1794)              | Jerzy Wilhelm Hessen-Darmstadt (1722–1782) ∞1748 Maria Leiningen-Dagsburg-Falkenburg (1729–1818)    |
| Pradziadkowie                  | Jan Hernyk Bernadotte (1711–1780) ∞1754 Joanna de Saint Vincent (1728–1809)                      | Jan Hernyk Bernadotte (1711–1780) ∞1754 Joanna de Saint Vincent (1728–1809)                      | Franciszek Clary (1725–1794) ∞1759 Franciszka Somis (1737–1815)                                  | Franciszek Clary (1725–1794) ∞1759 Franciszka Somis (1737–1815)                                  | Aleksander de Beauharnais (1760–1794) ∞1779 Maria Józefina Tascher (1763–1814)                   | Aleksander de Beauharnais (1760–1794) ∞1779 Maria Józefina Tascher (1763–1814)                   | król Bawarii Maksymilian I Józef Wittelsbach (1756–1825) ∞1785 Augusta Hessen-Darmstadt (1765–1796) | król Bawarii Maksymilian I Józef Wittelsbach (1756–1825) ∞1785 Augusta Hessen-Darmstadt (1765–1796) |
| Dziadkowie                     | król Szwecji i Norwegii Karol XIV Jan (1763–1844) ∞1797 Désirée Clary (1777–1860)                | król Szwecji i Norwegii Karol XIV Jan (1763–1844) ∞1797 Désirée Clary (1777–1860)                | król Szwecji i Norwegii Karol XIV Jan (1763–1844) ∞1797 Désirée Clary (1777–1860)                | król Szwecji i Norwegii Karol XIV Jan (1763–1844) ∞1797 Désirée Clary (1777–1860)                | Eugeniusz de Beauharnais (1781–1824) ∞1806 Augusta Amalia Wittelsbach (1788–1851)                | Eugeniusz de Beauharnais (1781–1824) ∞1806 Augusta Amalia Wittelsbach (1788–1851)                | Eugeniusz de Beauharnais (1781–1824) ∞1806 Augusta Amalia Wittelsbach (1788–1851)                   | Eugeniusz de Beauharnais (1781–1824) ∞1806 Augusta Amalia Wittelsbach (1788–1851)                   |
| Rodzice                        | król Szwecji i Norwegii Oskar I Bernadotte (1799–1859) ∞1823 Józefina de Beauharnais (1807–1876) | król Szwecji i Norwegii Oskar I Bernadotte (1799–1859) ∞1823 Józefina de Beauharnais (1807–1876) | król Szwecji i Norwegii Oskar I Bernadotte (1799–1859) ∞1823 Józefina de Beauharnais (1807–1876) | król Szwecji i Norwegii Oskar I Bernadotte (1799–1859) ∞1823 Józefina de Beauharnais (1807–1876) | król Szwecji i Norwegii Oskar I Bernadotte (1799–1859) ∞1823 Józefina de Beauharnais (1807–1876) | król Szwecji i Norwegii Oskar I Bernadotte (1799–1859) ∞1823 Józefina de Beauharnais (1807–1876) | król Szwecji i Norwegii Oskar I Bernadotte (1799–1859) ∞1823 Józefina de Beauharnais (1807–1876)    | król Szwecji i Norwegii Oskar I Bernadotte (1799–1859) ∞1823 Józefina de Beauharnais (1807–1876)    |
| Eugenia Bernadotte (1830-1889) |                                                                                                  |                                                                                                  |                                                                                                  |                                                                                                  |                                                                                                  |                                                                                                  | | |